# The Twilight Saga (loạt phim)
The Twilight Saga là bộ phim viễn tưởng gồm 5 tập dựa trên bộ truyện Chạng vạng. Ba diễn viên chính của phim là Kristen Stewart, Robert Pattinson và Taylor Lautner. Bộ phim đã thu được một doanh thu khổng lồ: trên 2 tỉ đô la toàn thế giới. Tập đầu tiên, Chạng vạng công chiếu vào ngày 21 tháng 11 năm 2008. Tập thứ hai, Trăng non công chiếu ngày 20 tháng 11 năm 2009. Tập thứ ba, Nhật thực công chiếu ngày 30 tháng 6 năm 2010. Riêng tập thứ 4 Hừng đông đã được công chiếu 2 phần, phần 1 có có một số cảnh không phù hợp cho những người dưới 16 tuổi.

## Nội dung
Nội dung phim dựa vào bộ tiểu thuyết Chạng vạng, phim có 4 tập: Chạng vạng, Trăng non, Nhật thực và Hừng đông. 4 tập đó đã thu về hơn 2 tỷ đô la Mỹ.

## Các tập phim

### Chạng vạng
Chạng vạng được công chiếu vào năm 2008, đạo diễn bởi Catherine Hardwicke và được viết bởi Melissa Rosenberg. Nội dung tập này tập trung vào mối quan hệ giữa một cô gái Bella Swan và ma cà rồng Edward Cullen. Những khó khăn khi Bella tiếp xúc, hoà nhập với gia đình nhà Cullen và những mối nguy hiểm rình rập khi có người yêu là ma cà rồng. Ngay sau khi phát hành, phim đã thu về 35,7 triệu đô-la Mỹ. Đến nay, phim đã thu về 408,9 triệu đô-la Mỹ toàn thế giới.

### Trăng non
Trăng non là tập thứ hai của The Twilight Saga, được đạo diễn bởi Chris Weitz. Trong tập này Bella có một người bạn mới, là người sói Jacob Black. Jacob và bộ tộc người sói đã bảo vệ Bella khỏi Victoria, một ma cà rồng tìm cách trả thù Edward cho cái chết của bạn mình bằng cách giết Bella. Và Edward vì lo cho sự an toàn của Bella đã quyết định chia tay với Bella và bỏ đi thật xa... Bella vì quá đau buồn nên luôn tìm cách huỷ hoại bản thân để hi vọng Edward sẽ quay về...trong một lần nhảy xuống vực, Bella suýt chết, may mắn được Jacob cứu sống... Còn Edward cho rằng Bella đã chết nên quyết định tự tử ở Volturi, Italia. Nhưng Alice(em gái Edward) đã phát hiện, cùng với Bella, họ đã nhanh chóng lên đường sang Italy tìm Edward. Bằng tình yêu mãnh liệt dành cho Edward... Bella đã nhanh chóng một mình tìm ra được Edward trước khi anh quyết định kết thúc cuộc sống của mình. Phim khởi chiếu ngày 20 tháng 11 năm 2009. Doanh thu của phim là 142.839.137 đô-la Mỹ chỉ sau một tuần, với doanh thu này phim đứng thứ 5 về doanh thu sau 1 tuần.

### Nhật thực
Nhật thực là tập phim thứ ba, đạo diễn bởi David Slade. Nội dung phim về việc Bella muốn kết hôn với Edward. Trong khi đó Victoria càng đến gần hơn. Jacob và các người sói khác phải ngăn không cho Victoria cùng 1 nhóm ma cà rồng mới sinh tấn công Bella. Bộ phim khởi chiếu ngày 30 tháng 6 năm 2010.

### Hừng đông

#### Phần 1
The Twilight Saga: Hừng đông – Phần 1 được đạo diễn bởi Bill Condon, ngoài ra nhà văn Stephenie Meyer cũng đồng sản xuất bộ phim cùng với Karen Rosenfelt và Wyck Godfrey, với phần kịch bản được viết bởi Melissa Rosenberg. Nội dung của cuốn tiểu thuyết được chia thành hai bộ phim điện ảnh, phần đầu được phát hành vào ngày 18 tháng 11 năm 2011. Công việc quay phim cho Hừng đông bắt đầu vào tháng 11 năm 2010. Hừng đông – Phần 1 kể về việc Bella và Edward tổ chức đám cưới và nhanh chóng sau đó Bella đã có thai.

#### Phần 2
The Twilight Saga: Hừng đông – Phần 2 được đạo diễn bởi Bill Condon, ngoài ra nhà văn Stephenie Meyer cũng đồng sản xuất bộ phim cùng với Karen Rosenfelt và Wyck Godfrey, với phần kịch bản được viết bởi Melissa Rosenberg. Nội dung của cuốn tiểu thuyết được chia thành hai bộ phim điện ảnh, phần đầu được phát hành vào ngày 18 tháng 11 năm 2011, phần sau được phát hành vào ngày tháng 11 năm 2012. Hừng đông – Phần 2 chứng kiến sự đỉnh cao trong mối quan hệ giữa Bella và Edward.